# Theodor Bülau

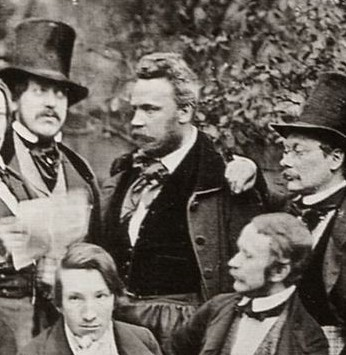
Theodor Bülau (Mitte) im Kreis des Hamburger Kunstvereins

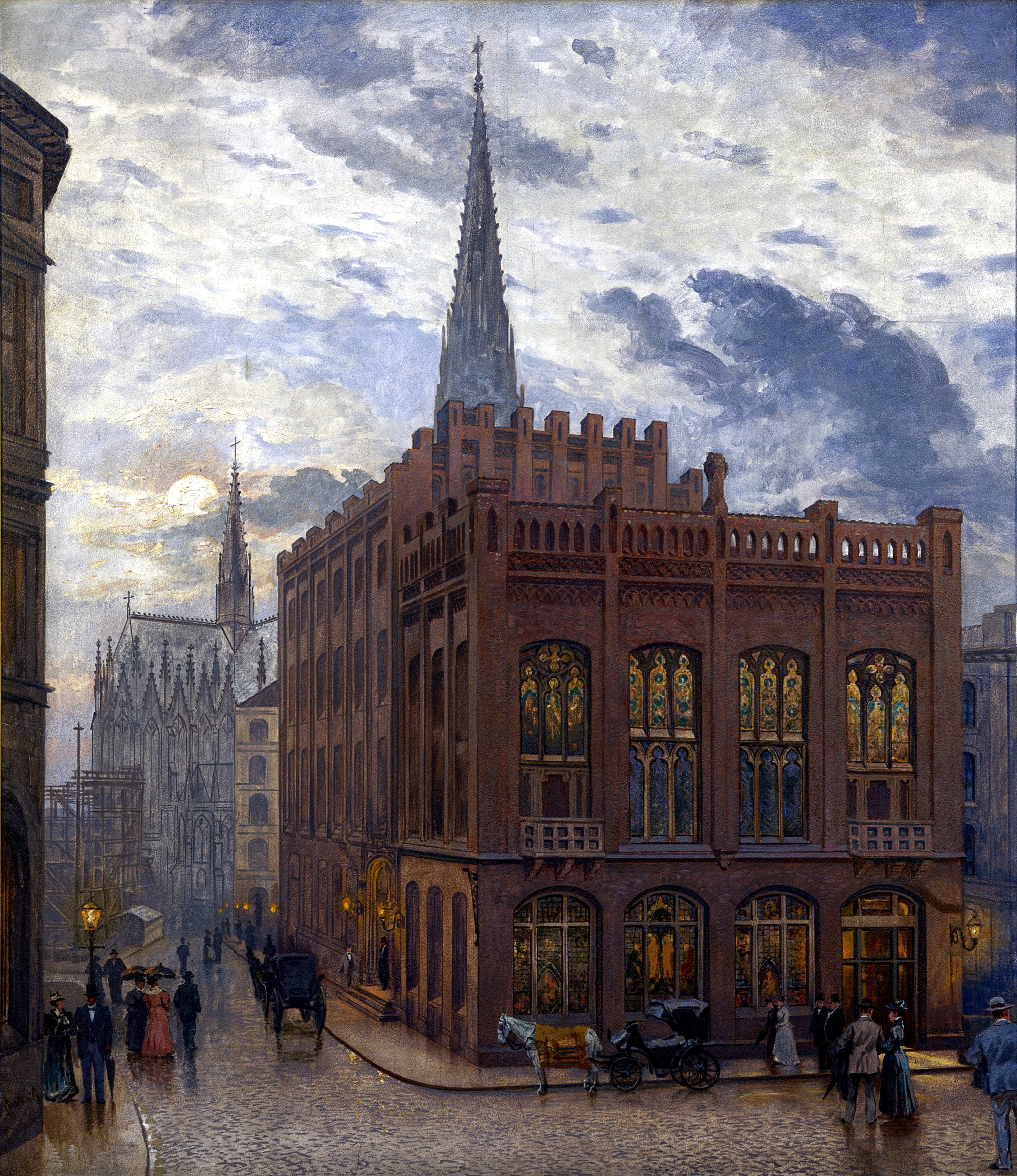
Carl Rodeck: Haus der Patriotischen Gesellschaft in Hamburg (später aufgestockt)

Theodor Bülau (* 1. Dezember 1800 in Hamburg; † 7. Juni 1861 ebenda) war ein deutscher Architekt.

## Leben und Wirken
Theodor Bülau war der Sohn eines Assekuranzmaklers. Sein Vater stammte ursprünglich aus Zerbst. Gerdt Hardorff erteilte Theodor Bülau in Hamburg Zeichenunterricht. 1820 ging er an die Akademie der Bildenden Künste München, wo er Historienmalerei studierte. Anschließend unternahm er Studienreisen durch Süddeutschland und ging im April 1824 nach Regensburg. Der Fürst von Thurn und Taxis beauftragte ihn mit der Restaurierung von Fresken in der Kuppel der Abtei Neresheim. Bülau arbeitete daran 1827/28, konzentrierte sich in der Folgezeit jedoch vollständig auf die Architektur. Gemeinsam mit Justus Popp, der als Baukondukteur arbeitete, hielt er zeichnerisch die Bauaufmaße des Regensburger Doms fest und erstellte Zeichnungen von Gräbern. Bülau und Popp ließen daraus ein selbst finanziertes Stichwerk erstellen. Das Werk mit dem Titel Die Architectur des Mittelalters in Regensburg erschien 1834 bis 1837. Es enthält ein Vorwort, in dem Bülau enthusiastisch gotische Architektur als nationale Kunst bezeichnete.

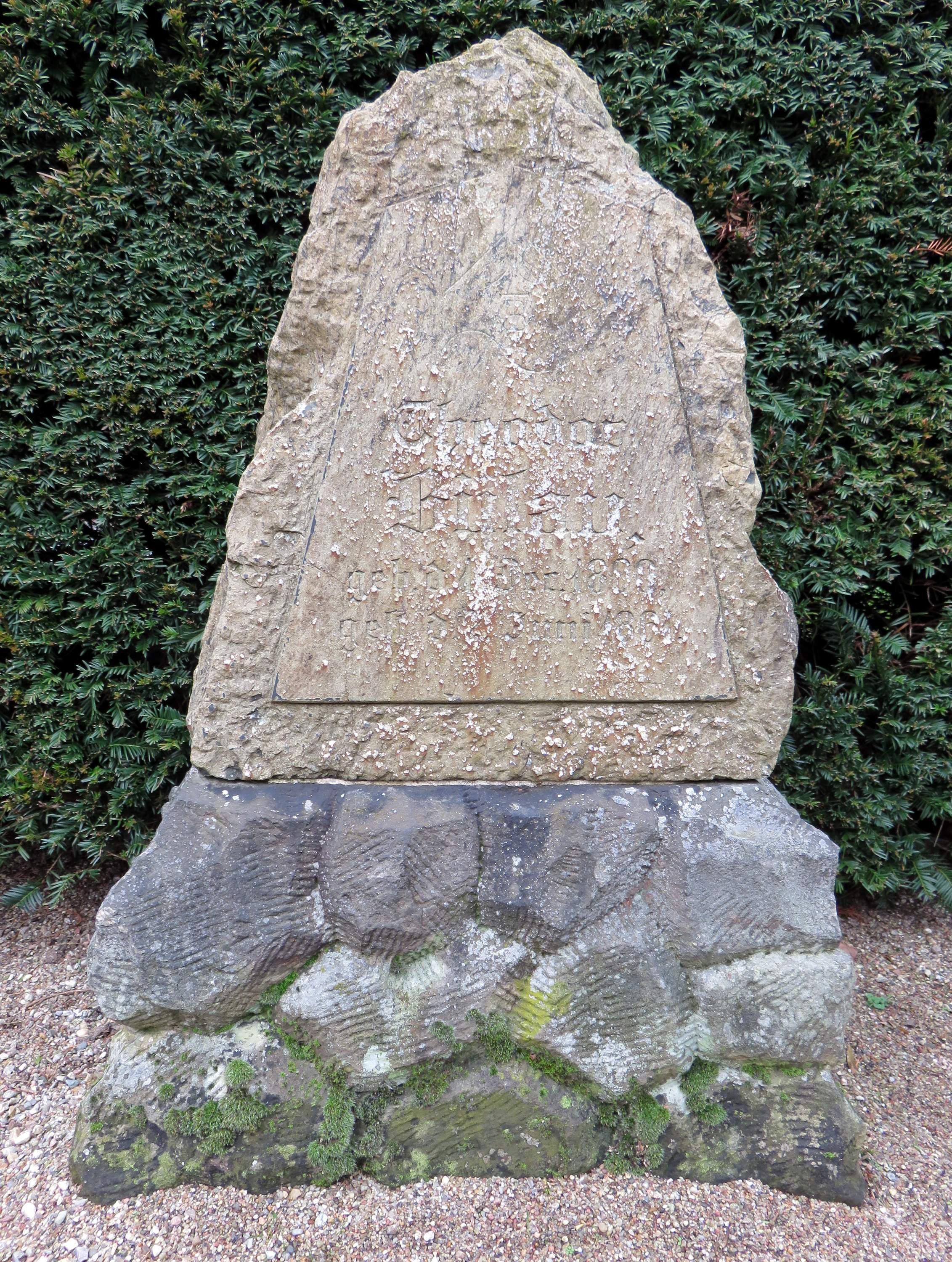
Grabmal Freilichtmuseum Heckengarten, Friedhof Ohlsdorf

Von 1837 bis 1842 leitete Bülau auf Vermittlung von Inhabern aus Regensburg das Salinen- und Hüttenwerk Salzbronn in der Nähe von Sarralbe. Er ließ dort Bauwerke errichten, die mit Ausnahme eines neugotischen Sudhauses klassizistisch gehalten sind. Aufgrund des Hamburger Brandes von 1842 kehrte Bülau im Frühjahr desselben Jahres nach Hamburg zurück. Vom Wiederaufbau der Stadt erhoffte er sich zahlreiche Aufträge. In Zeitungsartikel nahm er mehrfach Stellung zu Themen, die in Zusammenhang mit der Wiedererrichtung Hamburgs standen. William Lindley schlug eine rasterförmige Straßenführung vor, was Bülau hart kritisierte, da diese Form der Stadtgestaltung nicht einer Bürgerstadt entsprächen. Bülau zeigte sich dabei eloquent und begeisterungsfähig, jedoch auch sprunghaft und ohne Konzept. Dies galt in gleicher Form für sein politisch motiviertes Eintreten für die Gotik. Gemeinsam mit Alexis de Chateauneuf forderte er als einziger Architekt seiner Zeit, Bauwerken aus Backstein den Vorzug vor klassizistischen Putzbauten zu geben. Die Gestaltung der Bauwerke aus unverputzten Materialien sah er als der „hanseatischen, republikanischen Tradition“ entsprechend an.
Bülau war Mitglied im Hamburger Künstlerverein von 1832 und nahm an zahlreichen Wettbewerben teil, darunter 1837 für den Bau der Hamburger Börse, 1854 für das Hamburger Rathaus und das Waisenhaus und schlug neugotische Bauwerke vor. Nach 1842 war er Mitglied einer Kommission, die den Wiederaufbau der durch den Hamburger Brand zerstörten Hauptkirche St. Nikolai plante. Ab 1845 gab Bülau Zeichenunterricht an der Gewerbeschule der Patriotischen Gesellschaft von 1765 und der Gelehrtenschule des Johanneums. Ab 1847 erhielt Bülau nicht ausreichende Bauaufträge, sodass die Lehrtätigkeiten einen Großteil seiner Einkünfte ausmachten. Ab 1849 gab er ausschließlich Unterricht und hatte eine Augenkrankheit, so dass er nahezu blind war.
Theodor Bülau starb Mitte 1861. Teile seines Nachlasses verwahrte der Architekten- und Ingenieurverein Hamburg, andere Teile waren in einer Sammlung im Haus der Patriotischen Gesellschaft zu finden. Alle Werke wurden während der Operation Gomorrha vernichtet. In den Sammlungen des MKG finden sich einzelne Zeichnungen.
Zu Lebzeiten war Bülaus Wirken wenig anerkannt und wurde erst Anfang des 20. Jahrhunderts gewürdigt.

## Bauwerke
Das Hauptwerk Theodor Bülaus ist das von 1845 bis 1847 gebaute Haus der Patriotischen Gesellschaft nahe der Trostbrücke. Alfred Lichtwark war später der Meinung, dass das Gebäude eine „malerische Wirkung“ habe. Die schlussendlich realisierte Bauform war deutlich detaillierter gehalten als Bauwerke, die Bülau für private Auftraggeber plante. Von 1855 bis 1858 entstand eine katholische Kirche in Lüneburg nach Plänen des Architekten. Das Bauwerk existierte bis 1968. Weitere Bauwerke sind im Bereich der Schleusenbrücke, dem Glockengießerwall, Raboisen 66–68 und der Ferdinandstraße 65 zu finden. Die Wohn- und Geschäftshäuser sind durchgehend neugotisch gehalten.